# 碧塔海
碧塔海（へきとうかい）またはペタツォ（チベット語: བས་སཐའ་མཆོ།, ラテン文字転写: Paitoco）は中華人民共和国雲南省デチェン・チベット族自治州シャングリラ市の高原に位置する断層湖。
普達措国家公園内にあり、「普達措」とは「碧塔海」のチベット語名の音訳である（「碧塔海」は「碧塔」が音訳、「海」が意訳である）。2012年に中国の5A級観光地に認定された。

## 概要
大きさは南北に約 700 メートル、東西に約 3,000 メートルである。碧塔海はチベット語を音訳したもので、「牛の毛で出来た絨毯のような海」を意味する。碧塔海の湖面は海抜 3,538 メートルにあって、これは雲南省の湖では最も高い。湖水は清らかで透明度が高い。碧塔海には重唇魚（Ptychobarbus chungtienensis）と呼ばれる魚がいる。夏になると湖畔ではツツジが満開となり、重唇魚は水面に落ちたその花びらを食べ中毒を起こし、酔ったように浮かび上がるという奇観を呈する。周囲の湿地は様々な水草が茂り、沢山の花々が咲き乱れる。オグロヅルが生息するほか、秋冬には多数の鳥類がやってくる。
2004年12月、碧塔海周辺の湿地はラムサール条約登録地となった。